# 米图瓦
米图瓦（法語：Mittois，法語發音：[mitwa] ⓘ）是法国卡尔瓦多斯省的一个旧市镇，属于利雪区。2017年，米图瓦与临近的12个市镇合并为新市镇欧日地区圣皮埃尔。

## 地理
米图瓦（49°0'34"N, 0°1'23"E）面积7.38 平方千米，位于法国诺曼底大区卡爾瓦多斯省，该省份为法国西北部沿海省份，北濒大西洋英吉利海峡，东北与滨海塞纳省以海上边界相接，东临厄尔省，南至奧恩省，西与芒什省接壤。
与米图瓦接壤的市镇（或旧市镇、城区）包括：布瓦塞、耶维尔、欧日地区圣乔治、圣玛格丽特-德维耶特、卢东。

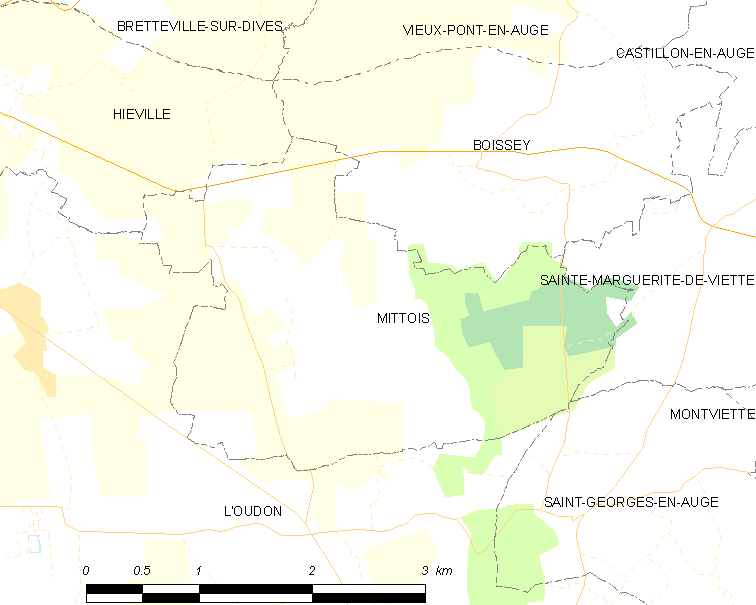
米图瓦的OSM定位图

米图瓦的时区为UTC+01:00、UTC+02:00（夏令时）。

## 行政
米图瓦的邮政编码为14170，INSEE市镇编码为14433。

## 政治
米图瓦所属的省级选区为利瓦罗派多日县。

## 人口

1962-2008年间米图瓦人口变化图示

米图瓦于2018年1月1日时的人口数量为133人。